# Новониколаевка (Брянский район)
Новоникола́евка — деревня в Брянском районе Брянской области, в составе Домашовского сельского поселения. Расположена в 5 км к северу от деревни Домашово. Население — 97 человек (2010).

## История
Возникла в конце XIX века в составе Брянского уезда. До 1924 года — в Княвичской (в 1910-х гг. — её центр), Любохонской, Дорожовской волости; в 1924—1929 гг. в Жуковской волости; с 1929 года в Жуковском районе (до 1930-х гг. — центр Новониколаевского сельсовета, позднее в Старолавшинском сельсовете); с 1959 года в Брянском районе (Дорожовский, с 1969 — Домашовский сельсовет).
| Годы      | 1926 | 1979 | 1989 | 2002 | 2010 |
| --------- | ---- | ---- | ---- | ---- | ---- |
| Население | 606  | 122  | 83   | 78   | 97   |